# 6765 Фібоначчі
6765 Фібоначчі (6765 Fibonacci) — астероїд головного поясу, відкритий 20 січня 1982 року.
Тіссеранів параметр щодо Юпітера — 3,574.